# Too Hot to Handle: Germany
Too Hot to Handle: Germany ist eine deutsche Reality-Show des Video-on-Demand-Anbieters Netflix, die seit 2023 ausgestrahlt wird. Es handelt sich dabei um die deutschsprachige Adaption der US-amerikanischen Reality-Show Too Hot to Handle.

## Konzept
Zehn Singles, zur Hälfte weiblich und männlich, werden für vier Wochen in eine luxuriöse Villa einquartiert. Die Teilnehmer werden zunächst glauben gemacht, sie seien Teil einer Reality-Show „Tropical Desire“. Damit soll den Teilnehmern die wahre Natur der Datingshow verschleiert werden, die die sexuelle Enthaltsamkeit der Kandidaten herausfordern soll. Nach der Auflösung am ersten Drehtag wird ein Preisgeld von 200.000 Euro für die Gewinner der Show avisiert. Das Preisgeld reduziert sich allerdings bei Regelverstößen der Kandidaten. Ein Kuss schlägt mit 6.000 Euro zu Buche, Oralsex oder Sex mit 12.000 bis 24.000 Euro.

## Produktion
Das Konzept zur Sendung wurde ab 2016 von Laura Gibson und Charlie Bennett von der britischen TV-Produktionsfirma Talkback entwickelt, die zum Medienkonzern Fremantle gehört, ebenso wie die Produktionsfirma des deutschen Ablegers UFA Factual.

## Staffeln

### Staffel 1
Die Dreharbeiten für die erste Staffel von Too Hot to Handle fanden im Februar 2022 nahe Zihuatanejo im mexikanischen Bundesstaat Guerrero statt. Autoren der ersten Staffel waren Jason Laming und Jörg Uebber, Regisseure Dennis Fuss und Pablo Leone.

#### Teilnehmer
ab Episode 1
- Emely Hüffer[1] (26), Make-up-Artist aus Ibiza und Berlin
- Stella Tiana Stegmann[2] (25), Playmate und Model aus München
- Kevin Njie[1] (26), Fußballspieler in der Regionalliga Nord (SC Weiche Flensburg 08) und Model aus Flensburg
- Anna Strigl (25), Content Creatorin aus Innsbruck[3]
- Furkan Akkaya alias Akka[4] (21), Verwaltungsassistenz und Influencer aus Wien
- Tobias Klein (27), IT-Consultant aus Heilbronn[3]
- Laura Muro (34), UX Designerin und Plus-Size-Model aus Berlin[5]
- Onyi Alaike (25), Zahnmedizinstudentin aus Hamburg[6]
- Fabio Falconieri (26), Model aus dem Landkreis Göppingen[7]
- Dennis Drömer (33), Fotograf, Model und Influencer aus Berlin[3]

ab Episode 3
- Sophie Lorra (25), OnlyFans-Creatorin[3] und Unternehmerin aus Berlin und Dubai[6]
- Oliver Nunez (28), Fitnesstrainer aus Wiesbaden[8]

ab Episode 6
- Samira Diasso (22), Unternehmerin und Tänzerin aus Bielefeld[3]
- Marco Cali (25), Digital Creator aus Oberhausen[3][9]
- Paddy

#### Episoden
| Nr. | Deutscher Titel               | Verbliebenes Preisgeld    | Grund für Veränderung | Teilnehmerfeld                                                                               |
| --- | ----------------------------- | ------------------------- | --- | -------------------------------------------------------------------------------------------- |
| 1   | Das Tropical Sexometer        | 200.000 Euro              | | 10 Teilnehmer                                                                                |
| 2   | Abgeleckt! Meins!             | 164.000 Euro              | - Kuss: Anna und Stella 6.000 \| - Kuss und intensive Po-Massage: Stella und Tobi 14.000 \| - Küssen und intime Streicheleinheiten: Laura und Kevin 10.000 \| - Kuss: Emely und Kevin 6.000 | 9 Teilnehmer (Dennis hat die Show freiwillig verlassen)                                      |
| 3   | Küssen PLUS, Kohle MINUS      | 68.000 Euro               | - Küssen Plus: Anna und Fabio 10.000 \| - Küssen, Zweifache manuelle Stimulation, Oralverkehr: Emely und Kevin 68.000 \| - Kuss: Anna und Fabio 6.000 \| - Küsse: Stella und Tobi 12.000    | 11 Teilnehmer                                                                                |
| 4   | Achtung Triggerwarnung        | 62.000 Euro               | Kuss: Sophie und Akka 6.000 | 11 Teilnehmer                                                                                |
| 5   | Viva Vagina                   | 42.000 Euro               | Diverse Verstöße: Emely und Kevin 20.000 | 11 Teilnehmer                                                                                |
| 6   | Keine Feier ohne Dreier       | 42.000 Euro               | | 13 Teilnehmer (3 neue Teilnehmer, Fabio muss die Show verlassen)                             |
| 7   | Nackt Duschen mit den Neuen   | 26.000 Euro               | - Diverse Verstöße: Emely und Kevin 10.000 \| - Kuss: Anna und Paddy 6.000 | 12 Teilnehmer (Oliver hat die Show freiwillig verlassen)                                     |
| 8   | Ice Ice Baby Boys             | 26.000 Euro               | | 12 Teilnehmer                                                                                |
| 9   | Bettspielchen und Traum-Dates | 86.000 Euro               | Bonus aufgrund keiner Verstöße in privater Suite: Emely und Kevin 60.000 | 12 Teilnehmer                                                                                |
| 10  | Hasta la vista, Lana!         | 86.000 Euro (Gewinnsumme) | | 12 Teilnehmer Finalisten: Emely und Kevin, Anna, Stella und Tobias Gewinner: Emely und Kevin |

### Staffel 2
Die zweite Staffel wurde am 19. Februar 2025 auf Netflix veröffentlicht. Die Dreharbeiten für die zweite Staffel von Too Hot to Handle wurden im Dezember 2023 beendet. Autoren der zweiten Staffel waren Moritz Harms und Jörg Uebber. Die Regie übernahm Philipp Ressel.

#### Teilnehmer
ab Episode 1
- Laurenz Pesch (26), aus Köln
- Mikael (23), Model aus Wien
- Lennert (25), Content Creator aus Hamburg
- Jasmina Oder (21), Sängerin aus Frankfurt (Main)
- Cassy Cassau (25), Model, Content Creatorin und Tänzerin aus Hamburg
- Brenda (21), Wimpernstylistin aus Köln
- Fabian (28), aus Düsseldorf
- Calvin Lesra Ogara (22), Fußballspieler in der Regionalliga Nord (SC Weiche Flensburg 08) aus Flensburg[12]
- Joena (24), aus Leverkusen
- Tanina (25), DJane aus Stuttgart

## Trivia
Die Teilnehmer der ersten Staffel Emely Hüffer und Kevin Njie wurden im Januar 2023 Eltern eines gemeinsamen Sohnes.

## Rezeption
„Big Brother meets Tempation[sic] Island. Oder auch: Kapitalismus trifft popkulturelles Entertainment. Zuerst werden Bedürfnisse geschaffen, die dann nur teuer zu befriedigen sind. Sexuelle Handlungen werden zur Währung, jede falsche Berührung führt zum Verlust.“

„Optisch ist „Too Hot to Handle“ eine Produktion der Extraklasse, das hohe Production Value sieht man in jeder Kameraeinstellung. Inhaltlich ist die Show ebenfalls stark und liefert den Zuschauenden durch den Spin, das Sex und alle anderen Dinge, die vermeintlich Spaß machen, nicht erlaubt sind, einen neuen Blickwinkel.“

„Das ist Unterhaltung auf höchster Ebene, sagen die einen. Das ist purer Trash und Volksverblödung, halten die anderen dagegen. Die Wahrheit liegt wohl irgendwo in der Mitte. Spaßig ist der Unsinn [sic!] das Plädoyer für tiefgründige Beziehungen auf jeden Fall.“